# Milatkovići
Milatkovići (cyr. Милатковићи) – wieś w Bośni i Hercegowinie, w Republice Serbskiej, w gminie Čajniče. W 2013 roku liczyła 52 mieszkańców.